# Vinea
Vinea je značka syceného nealkoholického nápoje vyráběného z hroznového moštu. Je nažloutlé nebo červené barvy a má muškátové aroma. Vineu namíchal kolektiv slovenských vinařských odborníků v čele s doc. Ing. Janem Farkašem v roce 1973. Vycházeli, podobně jako i producenti maďarské Marka také z roku 1973, z hroznového nápoje již rozšířeného v této oblasti, z Traubisody, kterou vytvořil rakouský enolog Lenz Moser. Výroba nealkoholických hroznových moštů a sod existovala již v 19. století. Vinea se vyrábí od roku 1974. V minulosti Vineu vyráběly dva závody – Malokarpatský vinársky podnik, a.s., Pezinok a Víno Nitra a.s.
Po sporu o ochrannou známku se jediným výrobcem stal Malokarpatský vinársky podnik, později Vitis Pezinok, s.r.o. Počínaje 31. lednem 2008 se vlastníkem ochranné známky Vinea stala firma Kofola, a.s. Rajecká Lesná.
Vinea získala řadu domácích i mezinárodních ocenění a v osmdesátých letech 20. století se díky nadměrnému exportu do USA stala na Slovensku nedostatkovým zbožím.
V současnosti se vyrábí ve více variantách, v sycené i nesycené verzi, v balení PET 1,5 l, 1 l a 500 ml, ve skleněné láhvi 250 ml nebo v obalu plechovém s objemem 250 ml. Nabízena je také ve variantě Vinea frizzante a nebo v růžové variantě Vinea rosé.